# Municipio de Malko Tarnovo
El municipio de Malko Tarnovo (búlgaro: Община Малко Търново) es un municipio búlgaro perteneciente a la provincia de Burgas.
En 2013 tiene 3699 habitantes.
En la capital municipal Malko Tarnovo viven dos terceras partes de la población municipal. El resto de la población se reparte entre las siguientes localidades: Bliznak, Brashlyan, Byala Voda, Vizitsa, Gramatikovo, Evrenozovo, Zabernovo, Zvezdets, Kalovo, Mladezhko, Slivarovo y Stoilovo.
Es fronterizo con Turquía y se ubica en el sur de la provincia, en la carretera E87 que une Burgas con Kırklareli.